# Siège de Constantinople (1203)
Pour les articles homonymes, voir Siège de Constantinople.
 (septembre 2009).
Si vous disposez d'ouvrages ou d'articles de référence ou si vous connaissez des sites web de qualité traitant du thème abordé ici, merci de compléter l'article en donnant les références utiles à sa vérifiabilité et en les liant à la section « Notes et références ».
Quatrième croisade
Batailles
- Zara
- Constantinople (1203) et (1204)

Le siège de Constantinople de 1203 est un épisode de la quatrième croisade. Les croisés « latins », opposés à l'empereur gréco-byzantin Alexis III Ange, assiègent et s'emparent de la capitale de l'Empire byzantin pour le compte, théoriquement, du prétendant Alexis IV Ange.

## Le contexte
Le siège de Constantinople de 1203 s'inscrit dans le contexte de la quatrième croisade, un mouvement lancé par le pape Innocent III et qui vise à soutenir les États latins d'Orient, de plus en plus en difficultés face aux forces arabo-musulmanes. Rapidement, c'est Boniface de Montferrat qui prend la tête de cette croisade et l'objectif est l'Egypte, siège du Sultanat ayyoubide. Néanmoins, pour disposer de navires suffisants pour s'y rendre, les Croisés doivent faire appel à la république de Venise, alors dirigée par Enrico Dandolo, qui exige un prix élevé. Les Croisés ne peuvent rassembler la somme demandée et acceptent de se mettre au service de la république italienne, qui cherche à reprendre le contrôle de la cité de Zara en Dalmatie. Les Croisés parviennent à reprendre la ville en novembre 1202. Néanmoins, l'ensemble du coût du transport n'est pas payé. Plus encore, les Croisés sont accompagnés d'Alexis Ange, le fils de l'ancien empereur byzantin Isaac II Ange, renversé en 1195 par son frère, Alexis III Ange, et emprisonné depuis.
Alexis Ange, le fils d'Isaac II, est parvenu à s'échapper en 1201 et sollicite divers soutiens en Italie, puis au sein du Saint-Empire romain germanique, pour récupérer le trône de son père. Il n'hésite pas à avancer diverses promesses, notamment de substantiels soutiens monétaires et logistiques, la mise à disposition d'un contingent pour accompagner la croisade et l'union des églises, rompue depuis le schisme de 1054. Les tensions sont alors fortes entre l'Empire byzantin et les Croisés, après plusieurs décennies d'incompréhensions autour des croisades. Déjà, le passage de la troisième croisade en 1188-1189 est proche de virer à la guerre ouverte quand les forces de Frédéric Ier Barberousse pénètrent en terres byzantines.
Face au besoin d'argent et de soutiens, tant militaires que logistiques, les Croisés acceptent, non sans réticences chez certains, de soutenir le projet de s'attaquer à Constantinople pour déposer Alexis III Ange et installer sur le trône un candidat qui leur est acquis. Alexis Ange débarque près de Dyrrachium où il obtient un soutien chaleureux des élites locales et fait marche vers Constantinople, espérant profiter de l'impopularité d'Alexis III Ange, notamment au sein de la capitale. De leur côté, les Croisés partent de Corfou et contournant le Péloponnèse pour pénétrer en force dans la mer de Marmara et débarquer à Chalcédoine, en face de Constantinople.

## Les forces en présence

### Les Byzantins
Du côté des Byzantins, Alexis III dispose encore de troupes substantielles à sa disposition, malgré les nombreuses crises qu'a connu l'Empire depuis la mort de Manuel Ier. En revanche, la marine byzantine est dans un état délabré et seule une vingtaine de navires peut être rassemblée. En effet, ces dernières années, l'Empire n'entretient plus sa marine et le mégaduc, Michel Stryphnos, est connu pour détourner les fonds destinés aux navires, voire à vendre ces derniers ou leur équipement. De ce fait, l'une des principales défenses de Constantinople n'est pas en mesure d'intervenir, alors même que la cité est majoritairement entourée par les eaux. 
Les forces terrestres sont dans un meilleur état, même s'il n'est pas exclu que les effectifs de l'armée déclinent depuis quelques années. Malgré tout, plusieurs milliers d'hommes composent la garnison de la cité impériale, composée notamment de la prestigieuse garde varangienne, une unité d'élite. De surcroît, la cité est protégée par des remparts très solides, en particulier du côté terrestre où la muraille de Théodose est une double rangée de fortifications particulièrement imposante. Néanmoins, les murs maritimes, notamment du côté de la corne d'Or, sont plus fragiles. La défense de cette baie profonde est assurée par une chaîne qui en barre l'entrée entre Constantinople et Galata, où une tour comprend une forte garnison.

## Le siège
Pour prendre la ville par la force, les premiers croisés sont arrivés par le Bosphore ; près de 200 navires, ainsi que les transports de chevaux s'engagent à travers l'étroit détroit, où Alexis III aligne l'armée byzantine en formation de bataille le long de la côte, au nord de la banlieue de Galata. Les chevaliers croisés chargent directement en sortant de leurs navires, et l'armée byzantine fuit vers le sud. Les croisés continuent au sud, et attaquent l'ancienne tour de Galata, qui tient une des deux extrémités de la chaîne qui bloque l'accès à la Corne d'Or. Tandis qu'ils assiègent l'ancienne tour de Galata, les Grecs contre-attaquent avec un certain succès au départ. Toutefois, les croisés reprennent le dessus et les Grecs se retirent dans l'ancienne tour de Galata. Les croisés les forcent à se rendre. La Corne d'Or est dès lors ouverte aux croisés et la flotte vénitienne y pénètre.
Le 11 juillet, les croisés prennent position en face du palais des Blachernes à l'extrémité nord-ouest de la ville. Ils commencent le siège sérieusement le 17 juillet, avec quatre divisions attaquant les murs côté terre, tandis que la flotte vénitienne attaque les murs donnant sur la Corne d'Or. Les Vénitiens prennent une partie du mur côté mer sur environ 25 tours, tandis que la garde des Varègues combat les croisés sur les murs côté terre. Les Varègues se déplacent pour répondre à la nouvelle menace. Les Vénitiens reculent dans la fumée de l'incendie qui détruit quelque 120 hectares de la ville.
Alexis III effectue alors une sortie par la porte de Saint-Romain avec 17 divisions, surpassant largement par le nombre les croisés. Son armée compte en effet environ 8 500 hommes, face aux 7 divisions des croisés (environ 3 500 hommes) ; les Vénitiens abandonnent alors la partie des remparts qu'ils occupaient pour prêter main-forte aux croisés. Cependant, l'armée byzantine retourne dans la ville sans combattre, pour un motif inconnu. Bien que l'assaut ait été repoussé, la retraite et l'incendie ont un effet moral dévastateur qui pousse les citoyens de Constantinople à se retourner contre Alexis III, lequel prend la fuite. Le feu destructeur laisse 20 000 personnes sans-abri. Le prince Alexis est intronisé sous le nom d'Alexis IV comme coempereur avec son père aveugle, Isaac II.
Alexis III a réussi à s'enfuir avec 1 000 livres d'or et quelques bijoux de prix, laissant l'empire à court de fonds. Alexis IV se rend compte que ses promesses sont difficiles à tenir, au point que le jeune coempereur doit ordonner la destruction et la fonte de précieuses icônes romaines et byzantines afin d'en extraire l'or et l'argent. Malgré cet effort il ne peut récolter que 100 000 marcs d'argent. Aux yeux de tous les Grecs, c'est un terrible signe de désespoir et de faiblesse qui mérite un châtiment de Dieu. L'historien byzantin Nicétas Choniatès a caractérisé cela comme « le tournant vers le déclin de l'État romain ».
Ainsi, Alexis IV doit faire face à la montée de la haine des citoyens de Constantinople envers les « Latins » et vice-versa. Le coempereur sollicite une prorogation du contrat des croisés à son service pour une période de six mois expirant en avril 1204. Il mène au cours de l'été 1203 les quelque 6 000 hommes de l'armée des croisés contre son rival Alexis III réfugié à Andrinople. Des rixes opposent cependant dans Constantinople les communautés grecque et latine. En août 1203, en représailles d'une attaque contre les quartiers pisan, amalfitain et vénitien, des Latins attaquent une mosquée défendue par une alliance de musulmans et de l'opposition grecque ; au cours des combats, des Latins allument un incendie qui détruit une grande partie de la ville.

## Tentatives ultérieures
L'opposition à Alexis IV s'accroit et, fin janvier 1204, l'un de ses courtisans, Alexis Doukas (surnommé « Murtzuphlos » en raison de ses épais sourcils), le renverse et l'étrangle. Il s'empare du trône sous le nom d'Alexis V. Isaac II meurt peu après, probablement de cause naturelle.
Les croisés et les Vénitiens, outrés de l'assassinat de leur allié, exigent d'Alexis V qu'il honore le contrat qu'Alexis IV avait conclu avec eux. Lorsque l'empereur byzantin s'y refuse, les croisés ré-attaquent la ville. 
Le second siège, décisif, commence.